# Даренков, Анатолий Фёдорович
Анатолий Фёдорович Даренков (1937—1994) — советский и российский учёный-медик, доктор медицинских наук, профессор; член-корреспондент РАМН.
Автор свыше 300 научных работ, в том числе монографий и учебников по различным разделам урологии; также автор патентов и изобретений.

## Биография
Родился 18 августа 1937 года в Новороссийске в семье рабочих.
В 1960 году поступил во 2-й Московский государственный медицинский институт им. Н. И. Пирогова (ныне Российский национальный исследовательский медицинский университет имени Н. И. Пирогова). Окончив вуз по направлению в течение двух лет работал главным врачом Знаменской участковой больницы Шаталовского района Белгородской области и избирался депутатом районного совета.
Решив продолжить образование, поступил в аспирантуру на кафедру урологии и нефрологии 2-го ММИ, где сразу принимал участие в разработке важной государственной программы «Трансплантация почки». Эта работа стала основой для написания кандидатской диссертации на тему «Рентгенодиагностика острой почечной недостаточности», защищённой в 1966 году. В 1977 году Анатолий Даренков защитил докторскую диссертацию на тему «Трансплантация трупной почки».
В 1972 году А. Ф. Даренков был избран секретарем правления Российского общества урологов, проработав на этом посту много лет. В 1978 году его учитель — академик Н. А. Лопаткиным, назначил Даренкова заместителем директора впервые созданного в СССР Научно-исследовательского института урологии (в настоящее время носит имя Николая Лопаткина). В этом новом качестве Анатолию Фёдоровичу удалось создать единую научную программу для нового научно-исследовательского института, что позволило институту стать головным урологическим центром в стране.
Анатолием Даренковым было подготовлено более 20 кандидатов и докторов медицинских наук. Много лет он являлся руководителем редакционного отдела журнала «Урология и оперативная нефрология», Медицинского реферативного журнала, а также членом редколлегии журнала «Урология и нефрология» и редакционного отдела «Урология» в Большой медицинской энциклопедии.
Наряду с другими авторами учебника «Урология» А. Ф. Даренков был удостоен Государственной премии. Также был награждён правительственными орденами и почетными дипломами отечественных и зарубежных научных обществ.
Умер в 1994 году после доклада на симпозиуме в номере парижской гостиницы от обширного инфаркта. Был похоронен на Ваганьковском кладбище (участок 12б).